# Romería de San Isidro Labrador (Prado del Rey)
La Romería de San Isidro Labrador es una Romería de carácter popular que se celebra cada 15 de mayo en Prado del Rey.
Actos
Empieza el sábado por la tarde donde se suele celebrar una misa romera, copando la noche actuaciones musicales y el baile.
El domingo tiene lugar la salida procesional de San Isidro Labrador a través del camino de los Granujales hasta la dehesa de Hortales, acompañado de carretas, carrozas y caballistas. El día transcurre en un ambiente campestre y festivo, entre música y baile. A mitad del recorrido se le canta la Salve rociera a San Isidro. En los últimos años esta fiesta ha experimentado un crecimiento espectacular, llegando a contar en los últimos años de cien vehículos adornados entre carros y carrozas. Las dos carrozas más bonitas, según la votación por todos los responsables de las diferentes carrozas y carros, se llevan el primer y segundo premio.
- Datos: Q6111478